# Everyday Is Christmas
Everyday Is Christmas är det åttonde studioalbumet och första julalbumet av artisten Sia. Huvudsingeln, "Santa's Coming for Us", släpptes 30 oktober 2017.
Alla låtar är skrivna och komponerade av Sia Furler och Greg Kurstin. 
| Nr           | Titel                           | Längd |
| ------------ | ------------------------------- | ----- |
| 1.           | Santa's Coming for Us           | 3:26  |
| 2.           | Candy Cane Lane                 | 3:32  |
| 3.           | Snowman                         | 2:45  |
| 4.           | Snowflake                       | 4:02  |
| 5.           | Ho Ho Ho                        | 3:25  |
| 6.           | Puppies Are Forever             | 3:43  |
| 7.           | Sunshine                        | 3:25  |
| 8.           | Underneath the Mistletoe        | 3:50  |
| 9.           | Everyday Is Christmas           | 3:23  |
| 10.          | Underneath the Christmas Lights | 3:36  |
| Total längd: | Total längd:                    | 35:07 |